# Осинівська сільська рада (Ширяївський район)
Оси́нівська сільська́ ра́да — колишня адміністративно-територіальна одиниця та орган місцевого самоврядування в Ширяївському районі Одеської області. Адміністративний центр — село Осинівка.

## Загальні відомості
Осинівська сільська рада утворена в 1924 році.
- Територія ради: 65,615 км²
- Населення ради: 1 117 осіб (станом на 2001 рік)
- Територією ради протікає річка Великий Куяльник

## Населені пункти
Сільській раді підпорядковані населені пункти:
- с. Осинівка
- с. Виноградівка
- с. Новогуляївка
- с. Олександро-Вовкове
- с. Яринославка

## Населення
Згідно з переписом УРСР 1989 року чисельність наявного населення сільської ради становила 1069 осіб, з яких 472 чоловіки та 597 жінок.
За переписом населення України 2001 року в сільській раді мешкало 1116 осіб.

### Мова
Розподіл населення за рідною мовою за даними перепису 2001 року:
| Мова       | Відсоток |
| ---------- | -------- |
| українська | 94,18 %  |
| молдовська | 3,31 %   |
| російська  | 2,06 %   |
| вірменська | 0,36 %   |
| білоруська | 0,09 %   |

## Склад ради
Рада складається з 16 депутатів та голови.
- Голова ради: Фефелатьєва Раїса Олександрівна
- Секретар ради: Малярчук Надія Іванівна

### Керівний склад попередніх скликань
| Прізвище, ім'я, по батькові     | Основні відомості                                                                     | Дата обрання | Дата звільнення |
| ------------------------------- | ------------------------------------------------------------------------------------- | ------------ | --------------- |
| Фефелатьєва Раїса Олексадрівна  | Сільський голова, 1955 року народження                                                | 26.03.2006   | 31.10.2010      |
| Фефелатьєва Раїса Олександрівна | Сільський голова, 1955 року народження, освіта середня загальна, член Партії регіонів | 31.10.2010   |                 |

Примітка: таблиця складена за даними сайту Верховної Ради України

### Депутати
За результатами місцевих виборів 2010 року депутатами ради стали:

#### За суб'єктами висування
| Суб'єкт висування                                       | Кількість обраних депутатів | %    |
| ------------------------------------------------------- | --------------------------- | ---- |
| Партія регіонів                                         | 6                           | 37,5 |
| Політична партія Всеукраїнське об'єднання «Батьківщина» | 6                           | 37,5 |
| Народна партія                                          | 3                           | 18,8 |
| Політична партія «За Україну!»                          | 1                           | 6,3  |

#### За округами
| № округу                                                | Прізвище, ім'я, по батькові       | Дата визнання обраним | Освіта             | Партійна приналежність                        | Відомості про обраного депутата                                   |
| ------------------------------------------------------- | --------------------------------- | --------------------- | ------------------ | --------------------------------------------- | ----------------------------------------------------------------- |
| Народна Партія                                          |                                   |                       |                    |                                               |                                                                   |
| 3                                                       | Білокамінський Микола Антонович   | 03.11.2010            | середня спеціальна | член Народної партії                          | ВАТ «Ширяївське РТП», головний агроном                            |
| 9                                                       | Сиротюк Анатолій Іванович         | 03.11.2010            | середня спеціальна | член Народної партії                          | ВАТ «Райагропромпостач», зав складом                              |
| 13                                                      | Чебанюк Олександр Ігорович        | 03.11.2010            | середня спеціальна | член Народної партії                          | Осинівська ДМВ, ветлікар                                          |
| Партія регіонів                                         |                                   |                       |                    |                                               |                                                                   |
| 7                                                       | Гелас Дмитро Георгійович          | 03.11.2010            | середня            | позапартійний                                 | ВАТ «Ширяївське РТП», охоронець                                   |
| 11                                                      | Геращенко Володимир Іванович      | 03.11.2010            | середня            | позапартійний                                 | пенсіонер                                                         |
| 12                                                      | Пасічник Ірина Дмитрівна          | 03.11.2010            | середня спеціальна | позапартійна                                  | приватний підприємець                                             |
| 14                                                      | Столяренко Людмила Олександрівна  | 03.11.2010            | середня            | позапартійна                                  | сільська рада, секретар                                           |
| 15                                                      | Текуч Наталія Анатоліївна         | 03.11.2010            | середня            | член Партії регіонів                          | тимчасово не працює                                               |
| 16                                                      | Малярчук Надія Іванівна           | 03.11.2010            | середня спеціальна | позапартійна                                  | тимчасово не працює                                               |
| Політична партія Всеукраїнське об'єднання «Батьківщина» |                                   |                       |                    |                                               |                                                                   |
| 1                                                       | Бондаренко Світлана Володимирівна | 03.11.2010            | середня спеціальна | позапартійна                                  | тимчасово не працює                                               |
| 4                                                       | Бондаренко Лариса Володимирівна   | 03.11.2010            | середня            | позапартійна                                  | сільська рада, спеціаліст                                         |
| 5                                                       | Карауш Сергій Миколайович         | 03.11.2010            | середня            | член Всеукраїнського об'єднання «Батьківщина» | Ширяївське управління з експлуатації газового господарства, водій |
| 6                                                       | Мартинюк Ігор Миколайович         | 03.11.2010            | середня спеціальна | позапартійний                                 | Осинівський навчально-виховний комплекс, вчитель                  |
| 8                                                       | Мачко Сергій Миколайович          | 03.11.2010            | середня            | член Всеукраїнського об'єднання «Батьківщина» | тимчасово не працює                                               |
| 10                                                      | Гончаренко Лілія Володимирівна    | 03.11.2010            | середня спеціальна | член Всеукраїнського об'єднання «Батьківщина» | Осинівський навчально-виховний комплекс, медсестра                |
| Політична партія «За Україну!»                          |                                   |                       |                    |                                               |                                                                   |
| 2                                                       | Коваленко Віталій Борисович       | 03.11.2010            | середня спеціальна | позапартійний                                 | Осинівський навчально-виховний комплекс, вчитель                  |